# Mateo Fernández de Oliveira
Mateo Fernández de Oliveira (n. 16 ianuarie 2000, San Isidro⁠(d), Buenos Aires, Argentina) este un jucător de golf ce a reprezentat Argentina. A participat la competiții asociate Jocurilor Olimpice în care a câștigat o medalie de bronz.